# ياسمين ريتشاردز
ياسمين ريتشاردز (بالإنجليزية: Jasmine Richards) (و. 1990 – م) هي ممثلة، ومغنية، وممثلة أفلام، من كندا، ولدت في أونتاريو.

## وصلات خارجية
- ياسمين ريتشاردز على موقع IMDb (الإنجليزية)
- ياسمين ريتشاردز على موقع ألو سيني (الفرنسية)
- ياسمين ريتشاردز على موقع أول موفي (الإنجليزية)
- ياسمين ريتشاردز على موقع قاعدة بيانات الفيلم (الإنجليزية)
- ياسمين ريتشاردز على موقع كينوبويسك (الروسية)